# Tubeway Army
Tubeway Army (с англ. — «Трубопроводное войско») — нью-вейв-группа из Лондона, основанная вокалистом Гэри Ньюманом. Сформировавшись в 1977 году на пике популярности панк-рока, группа постепенно перешла к электронному звучанию. Они стали первой группой электронной эпохи, чей сингл «Are 'Friends' Electric?» и альбом Replicas возглавили британские чарты в середине 1979 года. После выхода альбома Ньюман решил отказаться от названия Tubeway Army и выпускать музыку под своим именем, поскольку он был единственным автором песен, продюсером и публичным лицом группы, но сохранил музыкантов из Tubeway Army в качестве своей группы поддержки.

## История

### Ранние годы
В 1976 году, в возрасте 18 лет, Гэри Уэбб был фронтменом лондонской группы Mean Street (их песня «Bunch of Stiffs» вошла в сборник Live at the Vortex и была на стороне «Б» 7-дюймового сингла Vortex). После ухода из этой группы он прошёл прослушивание на роль ведущего гитариста в другую группу под названием The Lasers, где познакомился с бас-гитаристом Полом Гардинером. Вскоре The Lasers стали называться Tubeway Army и в итоге реформировались с дядей Уэбба, Джессом Лидьярдом, на ударных. Уэбб переименовал себя в «Валериана», Гардинер — в «Скарлетт», а Лидьярд — в «Раэля».
Уэбб был плодовитым автором песен. Группа начала выступать на панк-сцене в Лондоне и заключила контракт с независимым лейблом Beggars Banquet Records. В феврале 1978 года вышел дебютный сингл в стиле панк-рок «That’s Too Bad», но он не произвёл особого впечатления. Вскоре после этого группа сделала демо-записи (позже выпущенные под названием The Plan), чтобы дать Beggars Banquet представление о своих песнях. Летом 1978 года был выпущен второй сингл «Bombers»/«Blue Eyes»/«OD Receiver», но он не попал в чарты.
За это время в составе группы произошли некоторые изменения: сменились барабанщики, и на короткое время к ним присоединился второй гитарист, но из-за музыкальных разногласий Уэбб и Гардинер расстались с ними, так как хотели отойти от панк-рока.
К этому времени Tubeway Army решили отказаться от живых выступлений — Уэбб был недоволен выступлениями в пабах на часто жестокой лондонской панк-сцене. Их последний концерт в июле 1978 года (совместно с The Skids) был прерван на середине выступления из-за насилия, и Уэбб решил, что Tubeway Army станет студийной группой. (Известно только о двух концертах Tubeway Army — концерт в Рокси в 1977 году и лондонском концерте в феврале 1978 года — он был выпущен как бутлег-альбом в начале 1980-х. Позже он был официально включён под названием Living Ornaments '78 в качестве бонус-треков в переиздание альбома Tubeway Army на компакт-диске в 1998 году).

### Дебютный альбом
Вскоре после этого оригинальный состав группы быстро записал альбом Tubeway Army. В этот момент Уэбб взял себе имя «Гэри Ньюман», позаимствовав свой новый псевдоним из местной «Жёлтой книги», где был указан водопроводчик по имени «Артур Нойман». Певец отказался от немецкого написания и стал Ньюманом. Несмотря на то, что в основе альбома по-прежнему лежали гитара, бас-гитара и ударные, в нём впервые был использован синтезатор Minimoog, с которым Уэбб случайно познакомился в студии звукозаписи во время работы над альбомом. В текстах песен пластинки затрагивались антиутопические и научно-фантастические темы, схожие с теми, что использовали авторы Дж. Г. Баллард и Филип К. Дик, поклонником которых был Ньюман (первые строчки песни «Listen to the Sirens» напрямую взяты из названия книги Дика «Пролейтесь, слёзы...»).
В тот момент Ньюман стремился дистанцироваться от панк-рока и хотел отказаться от названия группы Tubeway Army и выпустить альбом под своим сценическим псевдонимом, но Beggars Banquet отвергли эту идею. Альбом был выпущен под названием Tubeway Army на синем виниле в ноябре 1978 года. Несмотря на то, что скромный тираж альбома в 5000 экземпляров был распродан, в то время он не попал в чарты альбомов и с него не было выпущено ни одного сингла.

### Replicasи коммерческий успех
Вскоре после этого Ньюман снова пригласил Tubeway Army в студию для записи их следующего альбома — Replicas, а также для записи с Джоном Пилом в начале 1979 года. В результате альбом получился более синтезаторным и научно-фантастическим, чем предыдущий. Первый сингл с альбома — мрачная, медленная, клавишная песня «Down in the Park», — не попала в чарты, хотя в последующие годы стала культовым треком и на сегодняшний день её перепевали Marilyn Manson, Foo Fighters, Flight и девять других групп.
Следующий сингл «Are 'Friends' Electric?» был выпущен в мае 1979 года и стал первой записью группы в UK Singles Chart. После скромного старта на 71-м месте он постепенно поднимался в чарте, достигнув 1-го места в июне. В основе этой песни также лежит отсылка к роману Филипа К. Дика «Мечтают ли андроиды об электроовцах?». Специальный иллюстрированный диск помог увеличить продажи, но особенно британскую публику впечатлило появление Tubeway Army в шоу BBC The Old Grey Whistle Test, за которым вскоре последовало выступление в Top of the Pops 24 мая 1979 года. Группа, в состав которой теперь входили клавишник Ultravox Билли Карри, Крис Пейн, Пол Гардинер и барабанщик Седрик Шарпли, появилась на сцене в чёрных костюмах и почти не двигалась. В частности, Ньюман вёл себя так, что его часто называли «андроидом». Позже стало известно, что этот стиль был способом скрыть волнение на сцене, но затем стал его визитной карточкой. Сингл оставался на первом месте в британских чартах в течение четырёх недель, а альбом Replicas последовал его примеру в чартах альбомов. К концу 1979 года «Are 'Friends' Electric?» стал четвёртым самым продаваемым синглом в Великобритании в том году.
На пике популярности в июне 1979 года на сессии Джона Пила Гэри Ньюман был указан как участник группы Tubeway Army. Однако Ньюман сохранил тех же музыкантов в качестве аккомпанирующей группы для своих последующих сольных релизов и туров.

## Участники группы
Участники группы
- Гэри Ньюман (a.k.a. «Валериан») — гитара, ведущий вокал, синтезаторы (1977—1979 гг.)
- Пол Гардинер (a.k.a. «Скарлетт») — бас-гитара, бэк-вокал (1977—1979 гг.; умер в 1984 г.)
- Джесс Лидьярд (a.k.a. «Рэйэл») — ударные (1977 г., 1978—1979 гг.)
- Боб Симмондс — ударные (1977—1978 гг.)
- Барри Бенн — ударные (1978 г.)
- Шон Бёрк — гитара (1978 г.)
- Билли Карри — синтезаторы (1979 г.)
- Тревор Грант — гитара (1979 г.)
- Крис Пейн — синтезаторы (1979 г.)
- Седрик Шарпли — ударные (1979 г.; умер в 2012 г.)

## Дискография

### Студийный альбом
| Год                                              | Альбом                                                                    | Высшая позиция в чарте | Высшая позиция в чарте | Высшая позиция в чарте | Высшая позиция в чарте | Высшая позиция в чарте | Сертификации (Пороговые значения продаж) |
| Год                                              | Альбом                                                                    | UK                     | AUS                    | NZL                    | SWE                    | US                     | Сертификации (Пороговые значения продаж) |
| ------------------------------------------------ | ------------------------------------------------------------------------- | ---------------------- | ---------------------- | ---------------------- | ---------------------- | ---------------------- | ---------------------------------------- |
| 1978                                             | Tubeway Army - Выпущен: 24 ноября 1978 года - Лейбл(-ы): Beggars Banquet  | 14                     | —                      | —                      | —                      | —                      |                                          |
| 1979                                             | Replicas - Выпущен: 6 апреля 1979 года - Лейбл(-ы): Beggars Banquet, Atco | 1                      | 11                     | 8                      | 37                     | 124                    | - UK: Золото                             |
| 2009                                             | Replicas Redux - Выпущен: сентябрь 2008 года - Лейбл(-ы): Beggars Banquet | 96                     | —                      | —                      | —                      | —                      |                                          |
| «—» обозначает релизы, которые не попали в чарты |                                                                           |                        |                        |                        |                        |                        |                                          |

### Компиляционные альбомы
| Год  | Альбом                                                                                    | Высшая позиция в чарте |
| Год  | Альбом                                                                                    | UK                     |
| ---- | ----------------------------------------------------------------------------------------- | ---------------------- |
| 1984 | The Plan - Выпущен: сентябрь 1984 года - Лейбл(-ы): Beggars Banquet                       | 29                     |
| 2019 | Replicas — The First Recordings - Выпущен: декабрь 2019 года - Лейбл(-ы): Beggars Banquet | 31                     |

### Синглы
| Год                                              | Сингл                     | Высшая позиция в чарте | Высшая позиция в чарте | Высшая позиция в чарте | Высшая позиция в чарте | Высшая позиция в чарте | Высшая позиция в чарте | Высшая позиция в чарте | Высшая позиция в чарте | Высшая позиция в чарте | Сертификации (Пороговые значения продаж) |
| Год                                              | Сингл                     | UK                     | AUS                    | AUT                    | GER                    | BEL                    | IRE                    | NED                    | NZL                    | US                     | Сертификации (Пороговые значения продаж) |
| ------------------------------------------------ | ------------------------- | ---------------------- | ---------------------- | ---------------------- | ---------------------- | ---------------------- | ---------------------- | ---------------------- | ---------------------- | ---------------------- | ---------------------------------------- |
| 1978                                             | «That's Too Bad»          | 97                     | —                      | —                      | —                      | —                      | —                      | —                      | —                      | —                      |                                          |
| 1978                                             | «Bombers»                 | —                      | —                      | —                      | —                      | —                      | —                      | —                      | —                      | —                      |                                          |
| 1979                                             | «Down in the Park»        | —                      | —                      | —                      | —                      | —                      | —                      | —                      | —                      | —                      |                                          |
| 1979                                             | «Are 'Friends' Electric?» | 1                      | 12                     | 12                     | 23                     | 14                     | 3                      | 9                      | 8                      | 105                    | - UK: Золото                             |
| «—» обозначает релизы, которые не попали в чарты |                           |                        |                        |                        |                        |                        |                        |                        |                        |                        |                                          |

### Комментарии
1. ↑  Альбом Tubeway Army не попал в чарты после своего первого выпуска в 1978 году, но после успеха Replicas он попал в чарты в августе 1979 года и достиг 14-й строчки.
2. ↑  Демо были записаны в 1977 и 1978 годах, но выпущены только в 1984 году. Beggars Banquet неоднократно переиздавали и ремастерили эти записи. Текущие CD-издания дополняют оригинальные треки альбома всеми сингловыми сторонами А и Б, 12-дюймовыми бонус-треками, студийными записями и восстановленным концертным материалом из бутлегов.
3. ↑  Попал в чарты в 1983 году.[10]